# Хусарсафем
Хусарсафем, или Кушан-ришатаим (др.-евр. כּוּשַׁן רִשְׁעָתַיִם‬) согласно библейским источникам — царь Арам-Нахараима (Северо-Западной Месопотамии) и первый угнетатель израильтян после их поселения в Ханаан. В Книге Судей Бог отдаёт израильтян в его руки на восемь лет (Суд. 3:8) в наказание за многобожие. Однако когда народ Израиля «воззвал к Иегове», Он спас их через Гофониила, сына Кеназа (Суд. 3:9).
Учёные предложили несколько объяснений библейских повествований, связанных с этим правителем.
Слово «Кушан» может указывать на кушитское (хушитское) происхождение. «Ришатаим» означает «двойное зло» («реша» רשע — «зло» или «зло» + «им» יים — удваивающий суффикс). Последнее, вероятно, было уничижительным прозвищем, используемым его врагами-евреями, а не собственным именем. Его использование может указывать на то, что у евреев были конкретные причины затаить на него злобу, помимо скудной информации, содержащейся в сохранившемся библейском тексте.